# Trappeto
Trappeto (Trappitu in siciliano) è un comune italiano di 3 115 abitanti della città metropolitana di Palermo in Sicilia.
È un centro balneare situato sulla costa nel Golfo di Castellammare, distante circa 45 chilometri da Palermo e circa 60 da Trapani.
La cittadina è famosa per l'opera sociale e culturale che qui svolse lo scrittore Danilo Dolci, dal 1952 sino alla mattina del 30 dicembre 1997, giorno della sua morte. Trappeto è famosa anche per le sue spiagge come la Ciammarita, il Casello e la piccola baia di San Cataldo, condivisa con Terrasini.

## Storia
Dopo la sua fondazione avvenuta nel XIV secolo a ridosso della selva Partenia, usata da Federico II di Aragona per le sue battute di caccia, Trappeto si è evoluto come fertile centro agricolo e tra le attività principali figurano la pesca e il turismo. Conosciuto come "Trappetum cannamelarum" per la macina della canna da zucchero che qui aveva impiantato nel 1480 il ricco possidente Francesco Bologna, ebbe un periodo di fortuna durante tutto il XVI secolo.
Agli inizi del 1600 fu abbandonato dai suoi abitanti, che qui vi ritornarono alla fine del 1700 per coltivare la vite. Stabili abitanti si ebbero agli inizi del 1800 nelle casette costruite attorno alla vecchia Chiesa dell'Annunziata.
Già frazione di Balestrate, Trappeto ottenne l'autonomia il 24 giugno 1954, con Legge regionale n. 19 del 3/7/1954.

### Simboli
Lo stemma e il gonfalone del comune di Trappeto sono stati concessi con decreto del presidente della Repubblica del 16 luglio 1996.
Il gonfalone è un drappo di bianco.

## Monumenti e luoghi d'interesse

### La spiaggia: Ciammarita

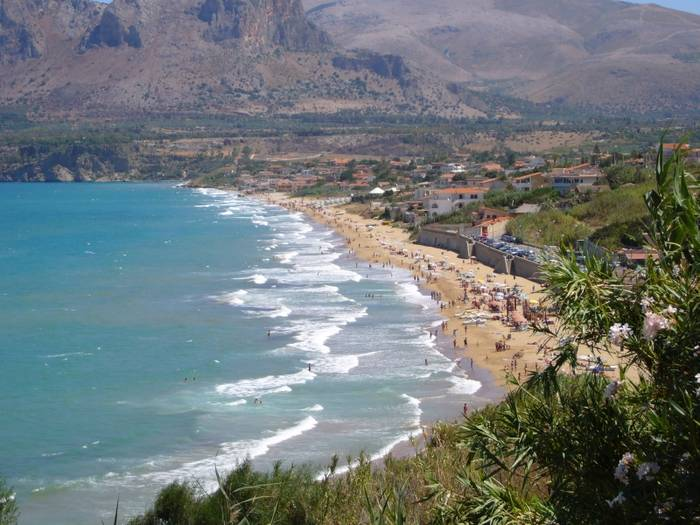
Spiaggia Ciammarita

È la spiaggia di Trappeto. Splendida distesa di sabbia di alcune centinaia di metri, che si affaccia su un mare aperto in un luogo molto ventilato. Dista poco dal centro di Trappeto. Si può raggiungere sia dall'Autostrada per Trapani (uscita Partinico-Trappeto) che dalla SS 113.

## Società

### Evoluzione demografica
Abitanti censiti

## Cultura

### Cinema
Trappeto è stata scelta come location cinematografica per i seguenti film:
- La moglie più bella, un film di Damiano Damiani. Con Alessio Orano, Ornella Muti, Tano Cimarosa, Joe Sentieri, Enzo Andronico, Fortunato Arena. Drammatico, durata 108 min. - Italia 1970.
- Per quel viaggio in Sicilia, un film di Egidio Termine. Con: Francesca Romana Coluzzi, Pino Caruso, Lucrezia Lante Della Rovere, Francesca D'Aloja, Egidio Termine. Drammatico, durata 102 min. - Italia 1991.
- I cento passi, un film di Marco Tullio Giordana. Con: Luigi Lo Cascio, Luigi Maria Burruano, Lucia Sardo, Paolo Briguglia, Tony Sperandeo, Andrea Tidona, Fabio Camilli, Mimmo Mignemi, Aurora Quattrocchi, Ninni Bruschetta, Roberto Zibetti, Paola Pace, Francesco Giuffrida, Claudio Gioé. Drammatico, Ratings: Kids+16, durata 114 min. - Italia 2000.
- Anguria rosso sangue, un cortometraggio di Filippo Grillo. Genere: Emotion - Italia 2001.
- Ricordare Anna, un film di Walo Deuber. Con: Bibiana Beglau, Giuseppe Cederna, Jean Pierre Cornu, Tina Engel, Hans-Joachim Frick, Mathias Gnädinger, Urs Jucker, Stefan Kollmuss, Carla Mignosi, Tanja Onorato, Pippo Pollina, Suly Röthlisberger, Sebastian Rudolph, Margareta von Krauss. Drammatico, durata 96 min. - Svizzera 2005.
- Das Erbe des SymPaten, un film di Steffen Dost e Uli Jäckle. Comico, durata 73 min. - Germania 2006.

### Letteratura
Nel periodo estivo il centro ospita la rassegna letteraria "Di libri e pensieri".

## Amministrazione
Di seguito è presentata una tabella relativa alle amministrazioni che si sono succedute in questo comune.
| Periodo          | Periodo          | Primo cittadino               | Partito              | Carica              | Note   |
| ---------------- | ---------------- | ----------------------------- | -------------------- | ------------------- | ------ |
| 29 dicembre 1988 | 6 agosto 1990    | Onofrio Amato                 | Democrazia Cristiana | Sindaco             | [ 10 ] |
| 25 agosto 1990   | 2 luglio 1992    | Giuseppe Ferrara              | Democrazia Cristiana | Sindaco             | [ 10 ] |
| 20 gennaio 1993  | 7 luglio 1993    | Giuseppe Ferrara              |                      | Comm. straordinario | [ 10 ] |
| 7 luglio 1993    | 23 novembre 1993 | Luigi Miceli                  |                      | Comm. straordinario | [ 10 ] |
| 23 novembre 1993 | 1º dicembre 1997 | Salvatore Cutrò               | lista civica         | Sindaco             | [ 10 ] |
| 1º dicembre 1997 | 28 maggio 2002   | Filippo Bologna               | lista civica         | Sindaco             | [ 10 ] |
| 28 maggio 2002   | 15 maggio 2007   | Vito Lo Grasso                | Casa delle Libertà   | Sindaco             | [ 10 ] |
| 15 maggio 2007   | 8 maggio 2012    | Sebastiano Giuseppe Muscolino | lista civica         | Sindaco             | [ 10 ] |
| 8 maggio 2012    | 11 giugno 2017   | Giuseppe Vitale               |                      | Sindaco             | [ 10 ] |
| 12 maggio 2017   | 12 giugno 2022   | Santo Cosentino               |                      | Sindaco             | [ 10 ] |
| 12 giugno 2022   | "in carica"      | Santo Cosentino               |                      | Sindaco             | [ 10 ] |

## Sport

### Calcio
La principale squadra di calcio della città è l'A.S.D. Atletico Trappeto 2010 che milita nel girone B siciliano di 2ª Categoria. È nata nel 2010.